# 阮氏玉珪
美溪公主阮氏玉珪（越南语：／；1807年—1827年），阮朝嘉隆帝第十二女，生母是德妃黎氏評。
嘉隆六年（1807年），阮氏玉珪生於順化皇城。明命六年（1825年），公主19歲，下嫁荊門郡公阮文仁次子阮文僐。明命八年（1827年），公主去世，享年二十一歲，諡貞懿。後追贈封號美溪公主。
美溪公主育有一子。